# هرالد (کالیفرنیا)
هرالد (به انگلیسی: Herald) یک منطقهٔ مسکونی در ایالات متحده آمریکا است که در شهرستان ساکرامنتو، کالیفرنیا واقع شده‌است. هرالد ۲۰٫۴۶۴ کیلومتر مربع مساحت و ۱٬۱۸۴ نفر جمعیت دارد و ۲۴٫۰۸ متر بالاتر از سطح دریا واقع شده‌است.